# Кахамарка (культура)
Культура Кахамарка (ісп. Cultura Cajamarca) — археологічна культура, що існувала на території перуанського регіону Кахамарка.
Народ кахамаркас мешкав на території регіону понад трьох тисячоліть, а його автономна культура виникла дещо пізніше, близько 200—300 року н. е., та проіснувала до завоювання району інками в 15 столітті.
Економіка народу була переважно аграрною, кахамаркас вирощували кукурудзу, боби та горох, переважно на гірських схилах, проте свідоцтв складних іригаційних споруд не збереглося. Поселення будувалися не в долинах, а на вершинах пагорбів та інших стратегічно розташованих місцях, придатних для оборони. Автори часів іспанського завоювання описували монументальні дома культури, що не збереглися до наших днів.
Найраніші керамічні вироби кахамаркас відносяться до часів до 1400 року д н. е. Ці вироби були дуже якісними, із складними узорами та включеннями. Широко використовувався каолін, тип білої глини, що допомагав виготовляти текстуровану кераміку, часто із зооморфними мотивами (змії, кішки, жаби) та зображеннями людей. Головними кольорами були чорний, коричневий і помаранчевий.
Найвідомішою археологічною ділянкою культури є Отуско, розташована біля міста Отуско, за 7,5 км на дорозі в напрямку до Комбайо, тут зберігся великий некрополь культури. У 2017 році повідомлено про нові знахідки артефактів доінкської культури . Приблизний вік предметів 1000-1400 років[джерело?].